# Пирана 2: Мрешћење
Пирана 2: Мрешћење (енгл. Piranha II: The Spawning), познат и као Пирана 2: Летеће убице (енгл. Piranha II: Flying Killers) је хорор филм независне продукције из 1982. године, режисера Џејмса Камерона, коме је ово био редитељски деби. Главне улоге тумаче Триша О'Нил и Ленс Хенриксен, са којим је Камерон касније поновио сарадњу на филмовима Терминатор (1984) и Осми путник 2 (1986) . Иако радње нису директно повезане, филм представља наставак Пиране из 1978, редитеља Џоа Дантеа.
Извршни продуцент Овидио Г. Асонитис отпустио је првобитног редитеља и на његово место поставио Камерона, који је у то време радио за Роџера Кормана као техничар за специјалне ефекте. Филм је добио веома негативне критике и био је комерцијално неуспешан, због чега га се Камерон годинама одрицао, да би га на крају прихватио као свој редитељски деби.

## Радња
Инструкторка роњења, Ен Кимброу, покушава да са својим дечком, биохемичарем Тајлером Шерманом, и бившим мужем, полицајцем Стивом Кимброуом, открије повезаност између низа бизарних смрти и појаве мутираних пирана на Карибима, које су развиле способност летења...

## Улоге
| Глумац           | Улога         |
| ---------------- | ------------- |
| Триша О'Нил      | Ен Кимброу    |
| Ленс Хенриксен   | Стив Кимброу  |
| Стив Марачак     | Тајлер Шерман |
| Тед Ричерт       | Раул          |
| Рики Пол         | Крис Кимброу  |
| Лесли Грејвс     | Алисон Думон  |
| Алберт Сандерс   | Лео Бел       |
| Трејси Берг      | Беверли       |
| Фил Колби        | Ралф Беноти   |
| Хилди Магнасун   | Мирна Беноти  |
| Карол Дејвис     | Џај           |
| Кони Лин Хејден  | Лорета        |
| Арни Рос         | Мал           |
| Ли Круг          | Рони          |
| Сали Рика        | Синди         |
| Фил Мулинс       | Фил           |
| Кид Бруер млађи  | Лу            |
| Јан Ајзнер Менон | Лиса          |
| Ансил Глудон     | Габи          |
| Пол Драмонд      | Френк         |
| Стиви Кокс       | Френк млађи   |